# Gerd Becht

Gerd T. Becht (2009)

Gerd T. Becht (* 11. Februar 1952 in Frankfurt am Main) ist ein deutscher Rechtsanwalt und war Mitglied des Vorstandes der Deutschen Bahn.

## Leben
Gerd Becht studierte Rechtswissenschaften an den Universitäten Marburg und Frankfurt am Main. 1979 legte er sein zweites Staatsexamen ab.
Es folgten verschiedene Tätigkeiten in nationalen wie internationalen Anwaltskanzleien und Unternehmen. Gerd Becht half dem einstigen AEG-Chef Heinz Dürr acht Jahre lang, den Konzern zu reorganisieren. 1993 wurde Becht zum Chefjustiziar (General Counsel) der Adam Opel AG ernannt. 1999 wurde er zum Vice President und General Counsel der GM Europe AG in Zürich berufen. Innerhalb des Unternehmens nahm er zusätzlich verschiedene Positionen ein, darunter auch die des Geschäftsführers der GM Europe Holdings S.L.R.
Im Jahr 2006 wechselte Becht als Chefjustiziar zur DaimlerChrysler AG. Er zeichnete damit für die gesamten Rechtsangelegenheiten des deutsch-amerikanischen Konzerns verantwortlich. Im Jahr 2008 wurde er als Senior Vice President – General Counsel zusätzlich zum Chief Compliance Officer der Daimler AG berufen.
Zum 16. Oktober 2009 nahm Gerd Becht Vorstandsmandate bei der Deutschen Bahn AG und DB Mobility Logistics AG an. Er verantwortete dort das Vorstandsressort Compliance, Datenschutz, Recht und Konzernsicherheit, bis er im Jahre 2017 von Ronald Pofalla abgelöst wurde.
Gerd Becht besitzt eine deutsche und eine amerikanische Anwaltszulassung und war in Deutschland, den USA, Frankreich und in der Schweiz tätig.
Becht ist zudem Ehrenmitglied der internationalen rechtswissenschaftlichen Honor Society Phi Delta Phi.